# Amphiura retusa
Amphiura retusa är en ormstjärneart som beskrevs av Alexander Michailovitsch Djakonov 1954. Amphiura retusa ingår i släktet Amphiura och familjen trådormstjärnor. Inga underarter finns listade i Catalogue of Life.